# Paraplatypeza congoensis
Paraplatypeza congoensis är en tvåvingeart som beskrevs av Kessel och Clopton 1970. Paraplatypeza congoensis ingår i släktet Paraplatypeza och familjen svampflugor.
Artens utbredningsområde är Kongo. Inga underarter finns listade i Catalogue of Life.